# Nelo mediata
Nelo mediata là một loài bướm đêm trong họ Geometridae.